# Hartmanice (ort i Tjeckien, Pardubice)
Hartmanice är en ort i Tjeckien.   Den ligger i regionen Pardubice, i den östra delen av landet, 150 km öster om huvudstaden Prag. Hartmanice ligger 615 meter över havet och antalet invånare är 247.
Terrängen runt Hartmanice är kuperad söderut, men norrut är den platt. Terrängen runt Hartmanice sluttar österut. Runt Hartmanice är det ganska tätbefolkat, med 86 invånare per kvadratkilometer. Närmaste större samhälle är Svitavy, 16,0 km norr om Hartmanice. Omgivningarna runt Hartmanice är en mosaik av jordbruksmark och naturlig växtlighet.